# Адам Фут
Адам Девід Вернон Фут (англ. Adam David Vernon Foote; народився 10 липня 1971 у м. Вітбі, Онтаріо, Канада) — канадський хокеїст, захисник. 
Виступав за «Су-Сен-Марі Грейгаунд» (ОХЛ), «Галіфакс Ситаделс» (АХЛ), «Квебек Нордікс», «Колорадо Аваланш», «Колумбус Блю-Джекетс». В НХЛ — 1154 матчі (66+242), у Кубку Стенлі — 170 (7+35).
У складі національної збірної Канади учасник зимових Олімпійських ігор 2002 і 2006, учасник Кубка світу (1996, 2004).
Олімпійський чемпіон (2002). Переможець Кубка світу (2004), фіналіст (1996). Володар Кубка Стенлі (1996, 2001). 